# جيورجيو بوخا
جيورجيو بوخا (بالإيطالية: Giorgio Puia)‏ (مواليد 8 مارس 1938) هو لاعب كرة قدم. يلعب مع منتخب إيطاليا لكرة القدم. سبق له أن لعب في كأس العالم لكرة القدم مع منتخب بلاده.

## روابط خارجية
- جيورجيو بوخا على موقع الاتحاد الدولي (مؤرشف)  (الإنجليزية)
- جيورجيو بوخا على موقع قاعدة بيانات كرة القدم.إي يو (الإنجليزية)
- جيورجيو بوخا على موقع ناشيونال فوتبول تيمز (الإنجليزية)
- جيورجيو بوخا على موقع عالم كرة القدم.نت (الإنجليزية)